# Urho Kekkonen
Urho Kaleva Kekkonen (Pielavesi, 3 september 1900 – Helsinki, 31 augustus 1986) was een Fins politicus die minister-president (1950–1956) en vervolgens president van Finland (1956–1981) was. Kekkonen zette het beleid van "actieve neutraliteit" van president Juho Paasikivi voort, die later bekend is geworden als de Paasikivi-Kekkonendoctrine. Door dit beleid was Finland in staat om met zowel de NAVO-landen als landen van het Warschaupact samen te werken. Kekkonen was de langst dienende president van Finland.

## Achtergrond en opleiding
Kekkonen stamde uit een boerengezin in Pielavesi in de regio Savo (Noord-Oost-Finland). Kekkonens aanhangers beweerden later dat het gezin armoede leed, maar daar blijkt achteraf niet veel van waar. Ook de bewering dat Kekkonens vader een kleine boer was moet van de hand gewezen worden. Kekkonen ontving basis- en middelbaar onderwijs. Hij was overigens geen briljante leerling. In zijn vrije tijd deed hij graag aan polsstokhoogspringen. Na zijn middelbare school werkte hij als houthakker.
Kekkonen nam actief deel aan de Finse Burgeroorlog (1918). Hij vocht aan de zijde van het Witte Leger tegen het Rode Leger. Kekkonen heeft later toegegeven tijdens een oorlogshandeling een Rode Gardist te hebben gedood. Zijn eenheid heeft later deelgenomen aan een massa-executie. Kekkonen heeft altijd ontkend dat hij daar iets mee te maken heeft gehad. Oude foto's tonen echter aan dat Kekkonen bij de executie aanwezig was. Of hij ook daadwerkelijk heeft deelgenomen aan de massa-executies blijft een open vraag.
Na de Finse Burgeroorlog werkte Kekkonen als politieagent en journalist. Van 1921 tot 1926 studeerde hij rechten in Helsinki. In 1924 werd hij kampioen hoogspringen (sprong 1,85 m). Als student was hij actief in de Noord-Ostrobothniaanse Studentenvereniging. Na zijn studie was hij advocaat en sinds 1933 werkte hij op het ministerie van Landbouw.

## Vroege politieke carrière
Kekkonen was lid van de Finse Agrarische Partij (sinds 1966 Centrumpartij geheten). Hij behoorde tot de rechtervleugel van zijn partij. In 1936 werd hij voor de agrariërs in het Finse parlement gekozen. Nog in hetzelfde jaar werd hij minister van Justitie. Als minister van Justitie poogde hij de extreemrechtse IKL, de Finse Patriottische Beweging (opvolger van de Lapua-beweging) te verbieden. Het hooggerechtshof in Helsinki vond dat Kekkonen zich niet aan de procedure had gehouden en de IKL mocht blijven bestaan.
Van 1937 tot 1939 was hij minister van Binnenlandse Zaken onder Aimo Kaarlo Cajander. In maart 1940 stemde hij in het parlement tegen de bepalingen van het vredesverdrag van Moskou. Gedurende de Vervolgoorlog was Kekkonen voorzitter van het Welzijnscentrum voor Karelische Vluchtelingen. Van 1943 tot 1945 was hij commissaris van coördinatie onder de minister van Financiën. In 1944 werd Kekkonen opnieuw minister van Justitie, nu in het kabinet Paasikivi. Dit kabinet was de eerste Finse regering na de wapenstilstand met de Sovjet-Unie. Als minister van Justitie was Kekkonen verantwoordelijk voor de instelling van het tribunaal voor de verantwoordelijken van de oorlog. Dit tribunaal moest worden opgericht conform het wapenstilstandsverdrag met de USSR. Het tribunaal veroordeelde enkele politici tot gevangenisstraffen. Zij kwamen echter allemaal voortijdig vrij als gevolg van een amnestie.
In 1947 werd Kekkonen voorzitter van de Eduskunta (parlement). Ook van 1948 tot 1949 en in 1950 was hij Eduskunta-voorzitter.

## Premier
In 1950 was Kekkonen presidentskandidaat namens de Finse Agrarische Partij. Hij ontving 62 stemmen in het college van kiesmannen, de communist Mauno Pekkala 67 en de zittende president Juho Kusti Paasikivi 171. Op 1 maart 1950 diende Karl-August Fagerholm, de premier, zijn ontslag in. Kekkonen kreeg daarop van Paasikivi de opdracht een nieuwe regering te vormen. Kekkonens poging om ook 3 communisten in het kabinet te betrekken faalde, maar desondanks slaagde hij er wel in een centrum-minderheidsregering te vormen (17 maart 1951). Deze regering viel in 1953. Kekkonen regeerde als een autoritair premier.
In mei 1954 werd Kekkonen minister van Buitenlandse Zaken in de regering van premier Ralf Johan Gustaf Törngren (SFP). Dit kabinet viel reeds in oktober omdat met het niet eens werd over de te voeren loon- en prijspolitiek. Kekkonen vormde daarop opnieuw een kabinet bestaande uit de Finse Agrarische Partij, de Sociaaldemocratische Partij en een onafhankelijk politicus. In 1955 bezocht Kekkonen (samen met president Paasikivi en minister van Defensie Emil Skog) de Sovjet-Unie en bij die gelegenheid gaf de USSR de havenstad Porkkala aan Finland terug. In Moskou verlengde Kekkonen het vriendschaps- en samenwerkingsverdrag tot 1975.

## President
In 1956 trad de hoogbejaarde president Paasikivi terug. Het college van kiesmannen koos met 151 stemmen Kekkonen tot nieuwe president. Het was een nipte overwinning: Tegenkandidaat Fagerholm van de SDP verkreeg slechts twee stemmen minder. De Sovjet-Unie was bijzonder blij met Kekkonen als president. Kekkonen werd in de USSR gezien als de president die goede betrekkingen met het land zou onderhouden, zoals zijn voorganger, Paasikivi, ook had gedaan. Kekkonen zette als president de zogenaamde "Paasikivi-Kekkonen lijn" voort. Dit hield in dat Finland een strikte neutraliteit in acht nam en goede nabuurschap met de Sovjet-Unie nastreefde.
Urho Kekkonen was een autoritair president en hij liet dat ook merken. Nu dient te worden opgemerkt dat tot de grondwetswijziging van de jaren 90 de uitvoerende macht van de president in Finland veel groter was dan die van andere Europese presidenten (met uitzondering van de Franse president).
In 1961 deed Kekkonen er alles aan om te worden herkozen in 1962. Zijn voornaamste rivaal was Olavi Honka van de SDP, die gesteund werd door de Nationale Coalitie Partij, de Zweedse Volkspartij en de kleinere partijen. Kekkonens Agrarische Partij opperde de mening dat wanneer Kekkonen niet zou worden herkozen, het Vriendschaps- en Samenwerkingsverdrag met de Sovjet-Unie gevaar liep. Hoewel de oppositie kwaad was is het opvallend dat Honka zich in december 1961 als presidentskandidaat terugtrok. In 1962 werd Kekkonen met 199 stemmen herkozen door het college van kiesmannen. Tegenkandidaat Rafael Paasio (SDP) ontving veel minder stemmen.

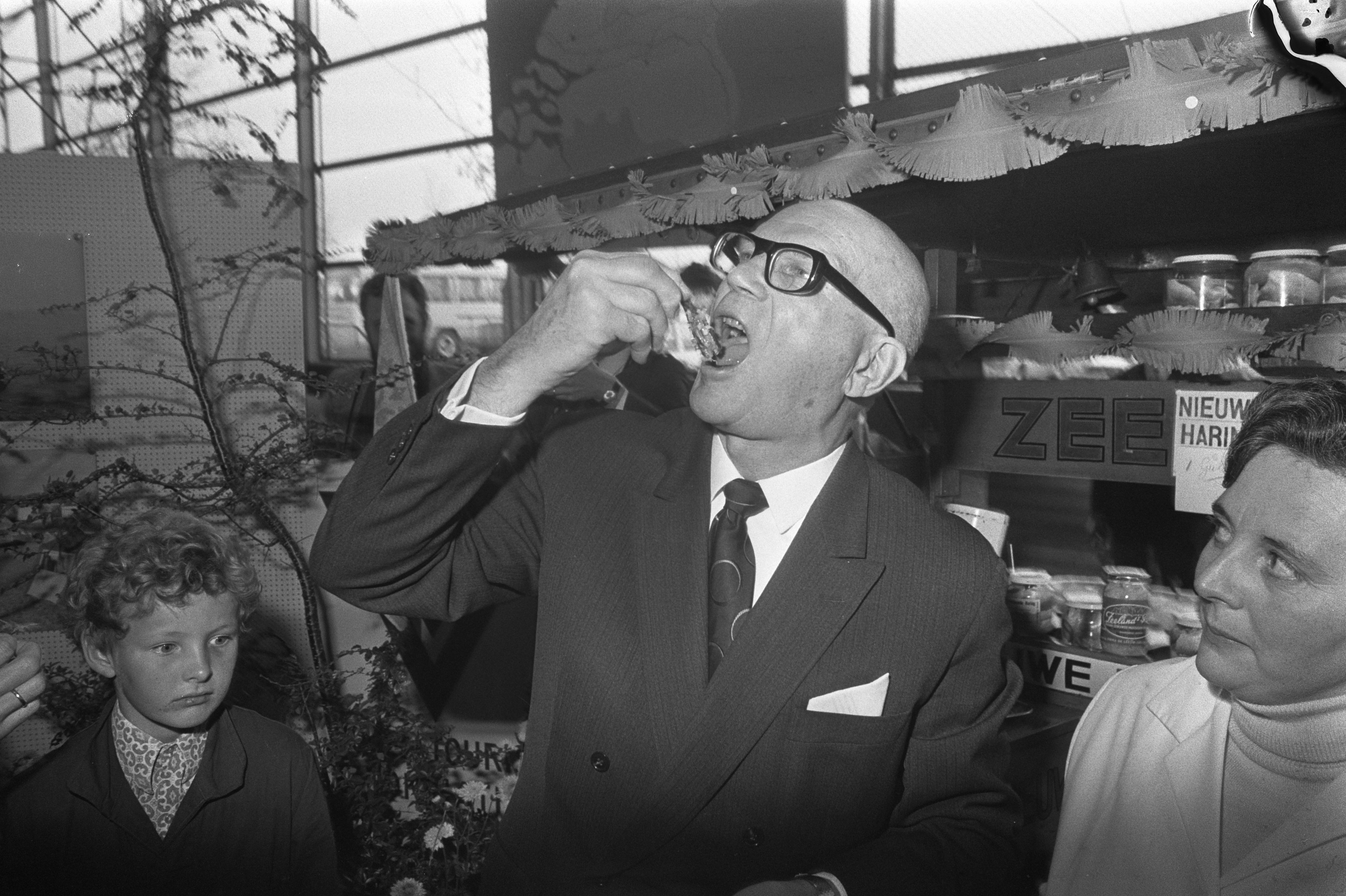
Kekkonen eet haring in de Flevopolder (1972)

In de jaren 60 zette Kekkonen zich in voor een kernvrij Scandinavië. Daarnaast verbeterde hij de betrekkingen met de West-Europese staten.
De herverkiezing van Kekkonen in 1968 was niet omstreden. Het college van kiesmannen koos hem met 202 stemmen. Bankdirecteur Matti Vikkunen ontving 66 stemmen en Veiko Vennamo (Boerenpartij) 32 stemmen. In 1972 ondertekende Kekkonen een bijzonder handelsverdrag met de EG. In 1973 werd Kekkonen opnieuw met grote meerderheid herkozen.
In 1975 bereikte Kekkonen het toppunt van zijn macht toen hij het Finse parlement ontbond en de Europese Conferentie van Vrede en Veiligheid (CSCE) voorzat. Hij was toen de facto alleenheerser van Finland, omdat de premier slechts waarnemend was.
In 1978 was de laatste herverkiezing van Kekkonen. Alle grote en middelgrote partijen steunden de zittende president. Kekkonen werd met 259 stemmen in het college van kiesmannen herkozen. De belangrijkste tegenkandidaat Raino Westerholm van de Christelijke Unie ontving 24 stemmen.

### Aftreden
In 1978 werd Mauno Koivisto (SDP) premier. Koivisto - die door de Centrumpartij werd gezien als mogelijke opvolger van Kekkonen - zag dat de gezondheid van de president achteruit ging. In september 1981 trad Kekkonen wegens ziekte af. Koivisto werd interim-president, maar hij moest in januari 1982 officieel worden gekozen. De Sovjet-Unie hoopte dat Ahti Karjalainen (Centrumpartij) zou worden gekozen tot president, maar de Centrumpartij schoof Johannes Virolainen naar voren. Uiteindelijk won Koivisto overtuigend.

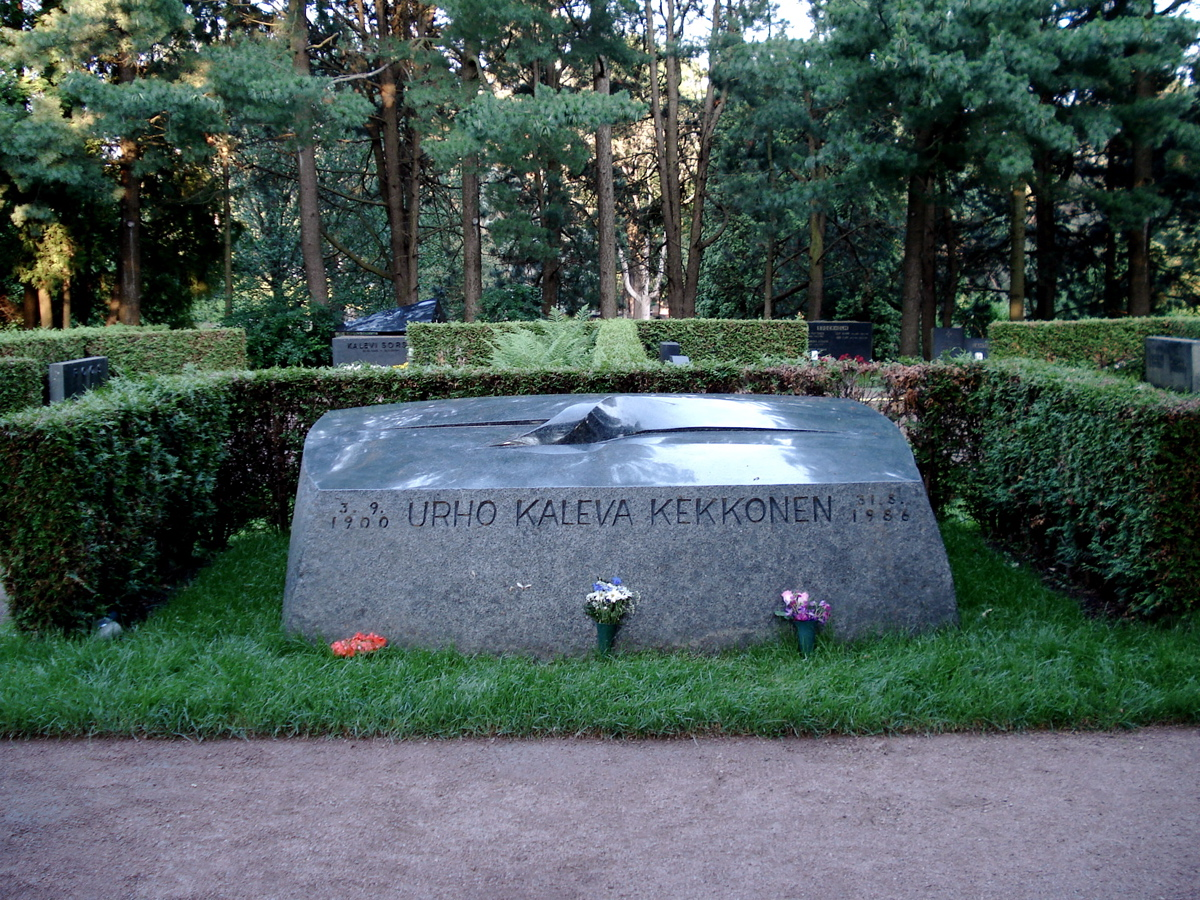
Graf van Kekkonen

Na zijn aftreden trok Kekkonen zich uit het publieke leven terug. Hij overleed op 85-jarige leeftijd in de zomer van 1986. Hij werd begraven op het Läntinen Hautausmaa kerkhof in Helsinki.
Juhani Suomi heeft de officiële biografie van Kekkonen geschreven.
Na Kekkonen's aftreden werd de grondwettelijke macht van de president drastisch ingeperkt. Ook mag de president nu na twee ambtstermijnen niet meer worden herkozen en heeft de minister-president meer zeggenschap in de buitenlandse politiek.
Kaarlo Juho Ståhlberg · Lauri Kristian Relander · Pehr Evind Svinhufvud · Kyösti Kallio · Risto Ryti · Carl Gustaf Mannerheim · Juho Kusti Paasikivi · Urho Kekkonen · Mauno Koivisto · Martti Ahtisaari · Tarja Halonen · Sauli Niinistö
- Bibsys: 90078160
- Bibliothèque nationale de France: cb12027719w (data)
- CiNii: DA07641896
- Gemeinsame Normdatei: 118777017
- International Standard Name Identifier: 0000 0003 6854 519X
- Library of Congress Control Number: n79084901
- Nationale Bibliotheek van Letland: 000213753
- MusicBrainz: 4b1098b0-50d1-4878-8c6b-00e7bf1ebb76
- Nationale Bibliotheek van Tsjechië: jn20000700875
- Nationale bibliotheek van Australië: 36068436
- Nationale Bibliotheek van Israël: 987007272346005171
- Nationale Bibliotheek van Polen: a0000002543029
- Nationale en Universitaire bibliotheek Zagreb: 000175156
- Nederlandse Thesaurus van Auteursnamen: 069433941
- LIBRIS: 193182
- SNAC: w6283p2h
- Système universitaire de documentation: 028163095
- Trove: 1206048
- Virtual International Authority File: 9861471
- WorldCat: E39PBJg4pqyVwGCyXfQ89Xg7pP